# Pere Alcober i Solanas
Pere Alcober i Solanas (Barcelona, 10 de marzo de 1949) es un político español, actual concejal de deportes de Barcelona. En 1983 entró a formar parte del Concejo Municipal del Distrito VII (Sants-Montjuïc) y fue vicepresidente y portavoz del Grupo Socialista. Altamente impopular entre los jugadores de rugby de la ciudad condal por su prohibición de realizar el tercer tiempo rugbistico, momento de agregación social realizado en todos los campos de rugby del mundo, donde los equipos contendientes comen juntos.

## Cargos actuales
- Presidente de la Comisión de Cultura, Educación y Bienestar Social.
- Miembro de la Comisión de Promoción Económica, Ocupación y Conocimiento (portavoz).
- Regidor Ponente de deportes.
- Miembro de la Comisión del Gobierno.
- Presidente del Concejo Municipal del Distrito de Sants-Montjuïc.
- Miembro del Instituto Municipal de Hisenda de Barcelona.
- Miembro del Instituto Municipal de Personas Discapacitadas.
- Miembro del Patronat Municipal de Vivienda.
- Vicepresidente tercero de Barcelona de "Serveis Municipals, S.A."

| Predecesor: Albert Batlle | Concejal de Deportes de Barcelona 2003-Actualidad | Sucesor: En el cargo |